# Michał Oleksiejczuk
Michał Oleksiejczuk (Łęczna, 22 de fevereiro de 1995) é um lutador polonês de artes marciais mistas, atualmente competindo no peso meio-pesado do Ultimate Fighting Championship.

## Carreira no MMA

### Ultimate Fighting Championship
Oleksiejczuk fez sua estreia no UFC em 30 de dezembro de 2017, contra Khalil Rountree no UFC 219: Cyborg vs. Holm. Entretanto, após a luta, foi revelado que Oleksiejczuk havia testado positivo no teste antidoping e foi suspenso por um ano. A luta foi oficializada como um “No contest”.
Oleksiejczuk retornou para enfrentar Gian Villante em 23 de fevereiro de 2019, no UFC Fight Night: Blachowicz vs. Santos. Ele venceu por nocaute técnico no primeiro round.
Oleksiejczuk enfrentou Gadzhimurad Antigulov em 20 de abril de 2019, no UFC Fight Night: Overeem vs. Oleinik. Oleksiejczuk venceu por nocaute no primeiro round.
Oleksiejczuk enfrentou Ovince Saint Preux em 28 de setembro de 2019, no UFC Fight Night: Hermansson vs. Cannonier. Ele perdeu por finalização no segundo round.
Oleksiejczuk enfrentou Jimmy Crute em 22 de fevereiro de 2020 no UFC Fight Night: Felder vs. Hooker. Ele perdeu por finalização no primeiro round.

## Cartel no MMA
| Cartel no MMA   |             |            |
| 22 lutas        | 16 vitórias | 5 derrotas |
| Por nocaute     | 11          | 1          |
| Por finalização | 1           | 3          |
| Por decisão     | 4           | 1          |
| No contest      | 1           | 1          |

| Res.    | Cartel   | Oponente              | Método                                 | Evento                                    | Data       | Round | Tempo | Local              | Notas                                                                                           |
| ------- | -------- | --------------------- | -------------------------------------- | ----------------------------------------- | ---------- | ----- | ----- | ------------------ | ----------------------------------------------------------------------------------------------- |
| Derrota | 18-6 (1) | Caio Borralho         | Finalização (mata leão)                | UFC Fight Night: Song vs. Simón           | 29/04/2023 | 2     | 2:49  | Las Vegas, Nevada  |                                                                                                 |
| Vitória | 18-5 (1) | Cody Brundage         | Nocaute (socos)                        | UFC Fight Night: Cannonier vs. Strickland | 17/12/2022 | 1     | 3:16  | Las Vegas, Nevada  |                                                                                                 |
| Vitória | 17-5 (1) | Sam Alvey             | Nocaute Técnico (socos)                | UFC on ESPN: Santos vs. Hill              | 06/08/2022 | 1     | 1:56  | Las Vegas, Nevada  | Retornou aos Médios.                                                                            |
| Derrota | 16-5 (1) | Dustin Jacoby         | Decisão (unânime)                      | UFC 272: Covington vs. Masvidal           | 05/03/2022 | 3     | 5:00  | Las Vegas, Nevada  |                                                                                                 |
| Vitória | 16-4 (1) | Shamil Gamzatov       | Nocaute Técnico (socos)                | UFC 267: Blachowicz vs. Teixeira          | 30/10/2021 | 1     | 3:31  | Abu Dhabi          |                                                                                                 |
| Vitória | 15-4 (1) | Modestas Bukauskas    | Decisão (dividida)                     | UFC 260: Miocic vs. Ngannou 2             | 27/03/2021 | 3     | 5:00  | Las Vegas, Nevada  |                                                                                                 |
| Derrota | 14–4 (1) | Jimmy Crute           | Finalização (kimura)                   | UFC Fight Night: Felder vs. Hooker        | 22/02/2020 | 1     | 3:29  | Auckland           |                                                                                                 |
| Derrota | 14–3 (1) | Ovince Saint Preux    | Finalização (estrangulamento von flue) | UFC Fight Night: Hermansson vs. Cannonier | 28/09/2019 | 2     | 2:14  | Copenhage          |                                                                                                 |
| Vitória | 14–2 (1) | Gadzhimurad Antigulov | Nocaute (soco)                         | UFC Fight Night: Overeem vs. Oleinik      | 20/04/2019 | 1     | 0:44  | São Petersburgo    |                                                                                                 |
| Vitória | 13–2 (1) | Gian Villante         | Nocaute técnico (socos)                | UFC Fight Night: Blachowicz vs. Santos    | 23/02/2019 | 1     | 1:34  | Praga              | Performance da Noite.                                                                           |
| NC      | 12–2 (1) | Khalil Rountree Jr.   | Sem Resultado (mudado)                 | UFC 219: Cyborg vs. Holm                  | 30/12/2017 | 3     | 5:00  | Las Vegas, Nevada  | Originally vitória por decisão de Oleksiejczuk; mudado após ele testar positivo para clomifeno. |
| Vitória | 12–2     | Riccardo Nosiglia     | Nocaute (socos)                        | FEN 17                                    | 12/05/2017 | 1     | 1:40  | Gdynia             |                                                                                                 |
| Vitória | 11–2     | Charles Andrade       | Nocaute (soco)                         | TFL 11                                    | 01/04/2016 | 1     | 1:58  | Kraśnik            | Defendeu o Cinturão Meio-Pesado do TFL.                                                         |
| Vitória | 10–2     | Łukasz Klinger        | Nocaute técnico (socos)                | TFL 10                                    | 19/11/2016 | 1     | 0:00  | Lublin             | Defendeu o Cinturão Meio-Pesado do TFL.                                                         |
| Vitória | 9–2      | Wojciech Janusz       | Decisão (unânime)                      | EN 12                                     | 20/05/2016 | 3     | 5:00  | Wrocław            |                                                                                                 |
| Vitória | 8–2      | Łukasz Borowski       | Finalização (mata-leão)                | TFL 8                                     | 16/01/2016 | 2     | 3:39  | Lublin             | Ganhou o Cinturão Meio-Pesado vago do TFL.                                                      |
| Vitória | 7–2      | Michal Dobiaš         | Nocaute (chute no corpo)               | Wenglorz Fight Cup 6                      | 26/09/2015 | 2     | 2:45  | Lidzbark Warmiński |                                                                                                 |
| Vitória | 6–2      | Andrejs Zozulja       | Nocaute (socos)                        | Wenglorz Fight Cup 6                      | 26/09/2015 | 1     | 0:00  | Lidzbark Warmiński |                                                                                                 |
| Vitória | 5–2      | Tomasz Janiszewski    | Nocaute técnico (socos)                | TFL 7                                     | 02/05/2015 | 2     | 4:38  | Kraśnik            |                                                                                                 |
| Vitória | 4–2      | Seweryn Kirschhiebel  | Nocaute técnico (interrupção médica)   | TFL 6                                     | 24/01/2015 | 2     | 2:25  | Lublin             |                                                                                                 |
| Derrota | 3–2      | Marcin Wójcik         | Nocaute técnico (socos)                | PLMMA 44                                  | 21/11/2014 | 1     | 2:12  | Bieżuń             | Estreia nos Meio-Pesados.                                                                       |
| Vitória | 3–1      | Norbert Piskorski     | Nocaute técnico (lesão)                | TFL 5                                     | 20/06/2014 | 1     | 1:48  | Lublin             |                                                                                                 |
| Derrota | 2–1      | Jan Kwiatoń           | Finalização (triângulo)                | TFL 4                                     | 17/05/2014 | 1     | 1:53  | Łęczna             |                                                                                                 |
| Vitória | 2–0      | Mateusz Gola          | Decisão (unânime)                      | Tymex Boxing Night                        | 08/02/2014 | 3     | 5:00  | Pionki             |                                                                                                 |
| Vitória | 1–0      | Rajmund Flejmer       | Decisão (unânime)                      | Vale Tudo Cup 1                           | 11/01/2014 | 2     | 5:00  | Puławy             | Estreia nos Médios.                                                                             |